# Sergej Bryzgalov
Sergej Vadimirovič Bryzgalov (in russo Сергей Вадимирович Брызгалов?, Sergei Vladimirovich Bryzgalov; Pavlovo, 15 novembre 1992) è un calciatore russo, difensore del Fakel Voronež.

## Carriera

### Club
Bryzgalov ha debuttato nella Prem'er-Liga con la maglia del Saturn: il 28 marzo 2010, infatti, è stato schierato titolare nella sconfitta per 2-0 sul campo del Rostov. Nel 2011, è stato ingaggiato dallo Spartak Mosca, per cui ha esordito il 10 giugno successivo, sostituendo Alan McGeady nel pareggio a reti inviolate contro il Rubin Kazan'. Il 26 maggio 2013 ha realizzato la prima rete nella massima divisione russa, contribuendo così al successo per 2-0 sull'Alanija Vladikavkaz.

### Nazionale
Il commissario tecnico Nikolaj Pisarev lo ha incluso tra i convocati della Nazionale russa Under-21 in vista della fase finale del campionato europeo di categoria del 2013.